# Aminath Rishtha
Aminath Rishtha (ur. 30 maja 1975) – malediwska lekkoatletka, sprinterka.
Podczas igrzysk olimpijskich w Barcelonie (1992) odpadła w eliminacjach na 100 metrów z wynikiem 13,66 (rekord życiowy zawodniczki).